# Ampelisca compacta
Ampelisca compacta is een vlokreeftensoort uit de familie van de Ampeliscidae. De wetenschappelijke naam van de soort is voor het eerst geldig gepubliceerd in 1882 door Norman.